# Mariana Casas
Mariana Casas (Adrogué, 27 de agosto de 1959) es una abogada argentina, graduada en la Universidad de Buenos Aires, especialista en derecho a la identidad sexual. Representa ante la justicia a personas trans que buscan una operación de reasignación genital y cambiar su nombre registral. Es una reconocida activista por los derechos de las mujeres, por los derechos de las minorías sexuales y las categorías denominadas LGBT. Es la primera abogada trans en Argentina y la primera piloto de motos trans del mundo. 

## Biografía
Fue educada en una familia de clase media de Buenos Aires, de ascendencia española por parte de padre y suiza por parte de madre. Nació con una identidad de género que no se alineaba con su género impuesto al nacer. Sus padres, preocupados por lo que consideraban un problema psicológico, la sometieron a terapias con especialistas.
Estudió Derecho en la Universidad de Buenos Aires, graduándose en 2001.
En febrero de 2002, Mariana Casas inició su propia y primera causa, que la República Argentina reconociera su identidad sexual.
Después de año y medio de lucha, el tribunal encargado de la causa falló a su favor. Luego de este momento tan importante en su vida, se dedicó a estudiar e investigar la problemática de la transgeneridad, y a defender y apoyar a otras personas en su misma condición a obtener el reconocimiento legal de su género.
Como integrante del equipo jurídico de la FALGBT participó activamente en el amparo que finalmente reconoció el nombre registral de Florencia de la V.
Formó parte del equipo de redacción de El Teje, el primer periódico travesti latinoamericano, una publicación del Centro Cultural Ricardo Rojas promovida por el Área de Comunicación y Tecnologías del Género.
Fue la abogada de Claudia Pía Baudracco, la coordinadora de la Asociación de Travestis y Transexuales en Argentina.
Hasta agosto de 2011 se desempeñó como Asesora Legal del Área de Asistencia y Asesoramiento a Personas en Situación de Discriminación del INADI y actualmente se desempeña en el Consejo Nacional de las Mujeres del Ministerio de Desarrollo Social.
Hasta 2010 había defendido el derecho de reconocimiento de identidad a 24 mujeres transgénero y a un varón, logrando ganar las causas.
Desde 2010 es integrante del equipo jurídico de la Federación Argentina de Lesbianas Gays Bisexuales y Trans que logró el primer cambio de nombre y sexo registral de una persona trans en Argentina sin necesidad de cirugía genital.
También realizó varias conferencias en diferentes provincias del norte argentino acerca de la temática de los derechos de las personas transexuales.
Fue invitada a participar del libro Persona, derecho y libertad (ISBN 978-9972-2976-9-4), escritos en homenaje al profesor Carlos Fernández Sessarego.